# Strenia
Strēnĭa o Strēnŭa era una divinità della religione romana - di origine sabine secondo alcuni autori classici - simbolo del nuovo anno, di prosperità e buona fortuna. Secondo Varrone e Festo, alla dea erano dedicati un altare (sacellum) e un bosco sacro (lucus) sulla Via Sacra, a Roma.
Andrea Bacci (autore rinascimentale, noto anche come Elpidiano) ipotizzò che il suo nome, nella lingua dei Sabini, significasse «salute». A questa divinità vengono ricondotti il nome e la tradizione dello scambio di doni augurali (strēna) durante le festività latine dei Saturnalia (17-23 dicembre in epoca domizianea), una tradizione assorbita, successivamente, dalle festività natalizie (strenna).
La tradizione della strina dell'Italia meridionale sembrerebbe derivare proprio da questo culto.